# Tenfield
Tenfield es grupo multimedio y productora audiovisual uruguaya dedicada a la emisión en vivo de eventos deportivos tanto nacionales como internacionales a través de diversos canales de televisión. Desde hace varios años posee los derechos exclusivos de transmisión futbolísticas y deportivas, como también culturales.

## Historia
Fue fundada el 14 de septiembre de 1999 por Francisco Casal, Enzo Francescoli y Nelson Gutiérrez, adquiriendo de la Asociación Uruguaya de Fútbol los derechos de producción y comercialización exclusiva de TV, internet, publicidad estática y merchandising de los partidos del fútbol, que incluyen los partidos del campeonato de primera división, la segunda división profesional, conocida como la "B", y las selecciones nacionales de Uruguay.
La firma del acuerdo entre Tenfield y la AUF se efectuó luego de varios años de contrato entre la misma y TyC Uruguay, una sociedad en la cual participaban Francisco Casal y el Grupo Clarín que detentó los derechos de transmisión del fútbol uruguayo desde 1994 hasta el Torneo Apertura 1999. El contrato, firmado en 1998, enajenaba los derechos por 50 millones de dólares, dinero necesario para sanear la Asociación, en crisis económica y deportiva luego de quedar eliminada la selección del Mundial de Francia 1998. Este contrato fue renovado en 2007, antes de su vencimiento, hasta 2014.
En 2015, Tenfield logró ampliar los derechos de transmisión del fútbol uruguayo, extendiéndolos hasta 2025.
También se encarga de las transmisiones del desfile y concurso de carnaval, el básquet, el vóley, el rugby, el balonmano, el fútbol sala, el fútbol playa, el hockey sobre césped y el ciclismo uruguayo.
Tenfield comenzó en 1999 con las transmisiones del fútbol uruguayo, que desde mediados de 2003 comenzaron a ser emitidos por VTV para todo el territorio nacional y por GolTV en diferido para toda América y en directo para Estados Unidos y Perú. La televisación regular constaba de tres partidos de primera y un partido de segunda por semana, agregando a veces hasta un partido más de Primera División en vivo. Actualmente, y debido a los cambios acontecidos por la pandemia de COVID-19, todos los partidos de primera, segunda y algunos de la C son transmitidos por esa empresa, teniendo como centro la señal VTV Plus, donde van dichos partidos.
También transmite partidos del básquetbol uruguayo, ha hecho transmisiones especiales como la lectura de los veredictos desde la corte de La Haya por el Conflicto entre Argentina y Uruguay por plantas de celulosa, y hasta 2009 el carnaval uruguayo. A raíz de un desacuerdo con la Asociación de Directores de Agrupaciones Carnavalescas, esta empresa perdió en 2010 los derechos de transmisión televisiva del carnaval uruguayo, pero los recuperó en 2012.

## Medios
| Canales de Televisión | Canales de Televisión | Canales de Televisión |
| Logo                  | Canales               | Fundación             |
| --------------------- | --------------------- | --------------------- |
|                       | VTV                   | 2003                  |
|                       | VTV Plus              | 2013                  |
|                       | Dexary                | 2019                  |

#### Transmisiones
En las transmisiones de fútbol la dupla central de los relatos y comentarios es de Alejandro Sonsol y Juan Carlos Scelza, además de Miguel Pastorino y Daniel Banchero; para los partidos de menor importancia transmite la dupla Javier Díaz Gamba y Jorge Muñoz junto a Pablo Tomatti y Marcos Vitette; y en los partidos de Segunda División transmiten la dupla, Fabián Viude y Marcos Vitette.
En el básquetbol la dupla anual es de Javier Díaz Gamba y Carlos Peinado (este último, destacado baloncestista uruguayo, retirado en 1994); y la segunda dupla es de Diego Jokas y Federico Buysán.

## Equipo periodístico

### Actual
- Diego Jokas
- Javier Díaz Gamba
- Diego Miranda
- Alejandro Sonsol
- Fabián Viude
- Jorge Eduardo Sanguinetti Martín
- Bruno Piñero
- Marcelo Sanzó
- Juan Carlos Scelza
- Martín Charquero
- Jorge Muñoz
- Emiliano Salomón
- Oscar Belo
- Marcos Vitette
- Carlos Peinado
- Alen Banewur
- Juan Pablo Taibo
- Juan Pablo Tamborini
- Humberto Schiavone
- Miguel Pastorino
- Darío Fregossi
- Pablo Tomati
- Nadia Fumeiro
- Camila Antognazza
- Fiorella Rodríguez
- Martín Abreu
- Martin Pereyra
- Eduardo "Lalo" Castro
- Mauricio Sanner
- Carlos Praino
- Juan Manuel Fernández
- Javier Máximo Goñi
- Alberto Kesman
- Federico Buysán
- Jorge Crosa
- Adriana Laca
- Flavio Bonavena
- Marcos Silva
- Mario Rosa
- Nelson Burgos
- Fernanda Sander
- Mariana Romano

### Anteriores
- Juan Gallardo
- Julio Ríos Corbo
- Damián Herrera
- Mario Martínez
- Amadeo Otatti
- Rafael Cotelo
- Pablo Londinsky
- Alejandro Figueredo (actualmente en GolTV Estados Unidos, y en Teledoce como corresponsal y relator principal de los eventos FIFA)
- Marcelo Sanzó
- Carlos Muñoz
- Rodrigo Romano (actualmente en Teledoce, DirecTV Sports y AUF TV)
- Diego Muñoz (hoy en ESPN Latinoamérica)
- Alberto Sonsol (†)
- Rodolfo Pereyra
- José Mastandrea
- Jorge Baillo
- Atilio Garrido
- Daniel Banchero
- Jorge Echagüe
- Marcelo Fernández
- Jorge Seré
- Enrique Peña
- Luis López
- Daiana Abracinskas
- Carlos Aguilera
- Gustavo Escoto
- Darío Bemberena

## Producciones

### Producciones actuales
- Pasión (ediciones de fútbol, básquetbol y carnaval)
- Fanáticos
- Fechas pasadas
- Knock Out

### Producciones anteriores
- RR. Gol
- Habla la historia
- Recuerdos
- Sin licencia
- La redonda (en coproducción con Teledoce)
- Hora Pico
- Living Broadway
- Show de Talentos
- Sin Límite
- Hacha y Tiza
- Kpos
- Pasión (ediciones de Copa América y Noticias)
- Toda la fecha
- Cámara celeste

#### Producciones para canales de televisión abierta
- Canal 4 (1999-2014 / 2018-presente)
- Canal 5 (1999-presente)
- Canal 10 (1999-presente)
- Teledoce (2005-presente)

##### Producciónes para canal para abonados
- TVC (1999-2002)
- Señal 1 (1999-2002)
- Panamerican Sports Network (1999-2002) (generación y transmisión en vivo de la señal de los partidos de los eventos internacionales de la CONMEBOL).
- Fox Sports Latinoamérica (2002-2013) (generación de la señal de los partidos en vivo de la Copa Libertadores de América y Copa Sudamericana).
- VTV (2003-presente)
- GolTV Latinoamérica (2005-2018) (actualmente su epicentro de producción está en Perú).
- VTV Plus (2013-presente) (antes VTV+)
- Dexary (2019-2023) (generación y transmisión de la señal de los partidos de Copa América y diversos eventos de CONMEBOL)

#### Streaming
- Antel TV (2005-2019) (antes AdinetTV y VeraTV)
- Vera+ (2013-2021)
- GolTV Play (2015-presente)
- Star+ (2021-2024)
- Disney+ (2024-presente)

## Eventos transmitidos por la empresa
Fútbol
- Campeonato Uruguayo de Fútbol (7 partidos por jornada)
- Segunda División Profesional (4 partidos por jornada)
- Segunda División B Nacional (1 partido por jornada)
- Copa Nacional de Clubes (edición de 2018)
- Torneos de verano del fútbol en Uruguay
- Selección uruguaya de fútbol (partidos amistosos, hasta 2020)
- Eliminatorias de Conmebol para la Copa Mundial de Fútbol (ediciones del 2002, hasta 2022)
- Campeonato Sudamericano de Fútbol Sub-20 (en coproducción con Dexary)
- Campeonato Sudamericano Sub-17 (en coproducción con Dexary)
- Campeonato Sudamericano Sub-15
- Copa América (ediciones del 2001 al 2015)
- Eurocopa (en coproducción con TNU, ediciones de 2012 y 2016)

Otros deportes
- Liga Uruguaya de Básquetbol (4 partidos por semana)
- Liga Uruguaya de Básquetbol de Ascenso (2 partidos por semana)
- Vuelta Ciclista del Uruguay
- Rutas de América (emitida hasta 2017)
- AUVO
- Fórmula 3 Sudamericana
- Campeonato Uruguayo de Rugby
- Selección uruguaya de rugby
- Boxeo
- Liga Uruguaya de Voleibol
- Campeonato Uruguayo de Balonmano de Primera División
- Juegos Olímpicos de Verano (ediciones de 2012 en coproducción con TNU, y 2016 en coproducción con TNU y Vera+)
- Juegos Panamericanos (edición de 2015)
- Campeonato Mundial de Atletismo

Otros eventos
- Desfile de llamadas
- Concurso Oficial del Carnaval
- Premios Iris (hasta edición de 2017)
- Premios Romeo Gavioli (novena edición)

## Patrocinadores
Desde 1993 hasta la actualidad, Tenfield tiene patrocinadores para sus transmisiones deportivas.

### Actuales
- Antel
- Coca-Cola
- Pilsen
- Banco República
- Samsung
- ANCAP
- Conaprole
- Schneck
- Canarias
- Nissan
- Médica Uruguaya
- GolTV
- Sancor Seguros
- Julio César Lestido
- PedidosYa
- BSE
- SUAT
- Tienda Inglesa
- Seguros Sura
- DeMarco
- Pronto (En Carnaval)